# Stecknitz
Die Stecknitz ist ein Fluss im Kreis Herzogtum Lauenburg und in der Hansestadt Lübeck im Land Schleswig-Holstein.

## Name
Das Gewässer wurde 1188 als „flumen cikinize“ erstmals schriftlich erwähnt. Der Name setzt sich aus den slawischen *stek für „Zusammenfluss, Kanal“ und der Endung -nitz zusammen.

## Verlauf
Sie entspringt dem Ziegelsee bei Mölln und fließt bei Lübeck in die Trave. Die Stecknitz wurde bereits im Mittelalter als Stecknitzkanal reguliert und mit der in die Elbe mündenden Delvenau verbunden. Seit dem erneuten Ausbau Ende des 19. Jahrhunderts heißt der 62 km lange Schifffahrtsweg zwischen Elbe und Trave zunächst Elbe-Trave-Kanal und seit 1936 Elbe-Lübeck-Kanal.
Die Altarme der Stecknitz sind entlang dem Kanal noch erkennbar.

## Nebenflüsse und -bäche
- Grienau zwischen Moisling und Büssau
- Kastorfer Grenzbach bei Krummesse
- Steinau (Panten) bei Hammer